# West-Afrikaanse rode franjeaap
De West-Afrikaanse rode franjeaap (Piliocolobus badius) is een zoogdier uit de familie van de apen van de Oude Wereld (Cercopithecidae). De apen zijn over het algemeen in het wild een schuwere apensoort doordat ze in het verleden veel gegeten zijn door inheemse stammen in Afrika. De wetenschappelijke naam werd in 1792 gepubliceerd door Robert Kerr voor een soort waarvan een exemplaar uit Sierra Leone was opgestuurd naar Sir Ashton Lever.

## Ondersoorten
- Piliocolobus badius badius – (Kerr, 1792) – Komt voor in oostelijk Guinee, Ivoorkust, Liberia en Sierra Leone.
- Piliocolobus badius temminckii –  (Kuhl, 1820) – Komt voor in Gambia, westelijk Guinee, Guinee-Bissau en Senegal.

Piliocolobus badius temminckii wordt door sommige auteurs als aparte soort gerekend en soms wordt Piliocolobus waldronae als ondersoort van Piliocolobus badius gerekend.